# Claudia Hilker
Claudia Hilker (* 6. März 1965 in Minden) ist eine Unternehmensberaterin und Autorin von Sachbüchern.

## Ausbildung und Tätigkeiten
Claudia Hilker studierte im Magisterstudiengang Deutsch, Literatur und Medienwissenschaften, in einem Aufbaustudiengang Betriebswirtschaftslehre, Marketing und Informationstechnologie. Zusätzlich absolvierte sie eine Ausbildung in Neuro-Linguistischer Programmierung (NLP). Sie erhielt ein DAAD-Stipendium für Creative Writing und E-Learning an der Universität Calgary und eine Auszeichnung für ihre Magister-Arbeit.
Sie ist Geschäftsführerin der nach ihr benannten Unternehmensberatung und Verfasserin mehrerer Verkaufsbücher im Bereich Marketing-Kommunikation und Web 2.0. Weiterhin hält sie Vorträge zum Themengebiet.
Neben ihrer Beratertätigkeit ist sie Social-Media-Lehrbeauftragte an Hochschulen, wie der  Quadriga Hochschule Berlin und der Business Academy Ruhr in Dortmund. 2016 promovierte sie an der Slowakischen Technischen Universität Bratislava zum Thema Social-Media-Marketing am Beispiel der Versicherungsbranche. Von 2017 bis 2020 war sie Professorin für den Fachbereich Mode-Marketing an der AMD Akademie Mode & Design. Seit April 2020 ist sie Chief Marketing Officer bei einem Unternehmen für Chatbots und digitale Assistenten.

## Veröffentlichungen
Sachbücher
- Digital Marketing Leitfaden. Strategien für Wachstum. Books on Demand, Norderstedt 2019, ISBN 978-3-7481-9458-3.
- Content Marketing in der Praxis: Ein Leitfaden – Strategie, Konzepte und Praxisbeispiele für B2B- und B2C-Unternehmen Taschenbuch Springer Gabler, 2017, ISBN 978-3-658-13882-0.
- Eignung von Social-Media-Netzwerken für Unternehmen zur Marketing-Kommunikation mit Kunden. In: Günter Hofbauer, Volker Oppitz: Wissenschaft und Forschung. Berlin University Press, Berlin 2015, ISBN 978-3-944072-34-0.
- mit Stefan Raake: Web 2.0 in der Finanzbranche. Springer, 2010, ISBN 978-3-658-00556-6.
- in Stefan Raake, Ralf Pipers (Hrsg.): Versicherer im Internet: Status, Trends und Perspektiven. Verlag Versicherungswirtschaft, 2010, ISBN 978-3-89952-470-3.
- Erfolgreiche Social-Media-Strategien für die Zukunft: Mehr Profit durch Facebook, Twitter, Xing und Co. Linde international, 2012, ISBN 978-3-7093-0368-9.
- Social Media für Unternehmer: Wie man Xing, Twitter, Youtube und Co. erfolgreich im Business einsetzt. Linde international, 2010, ISBN 978-3-7093-0322-1.
- Der Wow-Effekt – kleines Budget und große Wirkung: Besser verkaufen mit kreativen Marketing-Ideen. BusinessVillage, 2009, ISBN 978-3-938358-66-5.
- Kunden gewinnen und binden: Mehr verkaufen durch innovatives Marketing. Verlag Versicherungswirtschaft, 2007, ISBN 978-3-89952-436-9.

Tonträger
- WOW-Marketing: besser verkaufen mit kreativen Marketingideen. BusinessVillage, 2009, ISBN 978-3-938358-66-5.

Wissenschaftliche Publikationen
- Social-Media-Marketing am Beispiel der Versicherungsbranche. Dissertation. Slowakische Technische Universität Bratislava, 2016.
- Innovations in the insurance marketing through social media. In: The 4th International Conference Innovation Management, Entrepreneurship and Corporate Sustainability.[8] University of Economics, Prague, 2016
- Possibilities of business risk reduction in insurances through the systematic use of social media and business intelligence tools. In: Conference on Finance and Risk, Band 17th International Scientific Conference Finance and Risk.[9] Wirtschaftsuniversität Bratislava, 2015